# 克里斯蒂娜·施穆克
克里斯蒂娜·施穆克（德語：Christina Schmuck，1944年1月26日—），德国女子雪橇运动员。她曾代表西德参加1968年和1972年冬季奥林匹克运动会雪橇比赛，其中1968年冬季奥运会获得一枚银牌。